# Polarni medvjed
Sjeverni, bijeli ili polarni medvjed (lat. Ursus maritimus) najveća je vrsta medvjeda uz smeđeg medvjeda (često zvanog grizli) i američkog crnog medvjeda. 

## Osnovne značajke
- Visina do ramena: 1,4 – 1,7 m.
- Visina u uspravnom položaju: 2,7 – 3,7 m.
- Dužina tijela: 2,5 – 3,3 m.
- Težina:
  - mužjaci: 450 – 850 kg
  - ženke 200 – 350 kg (do 500 kg pred okot).

Krzno im je obično bijele boje, no ljeti često dobije žućkast do blijedo smeđi ton. Dlake nemaju pigment kako bi sunčeve zrake mogle prodrijeti do kože koja je crna. Kao prilagodbu na svoj okoliš, za dodatnu zaštitu od hladnoće imaju sloj masnoće debeo i do 10 cm.

## Prehrana i lov
Najčešći način prehrane polarnog medvjeda je lov, a njihov glavni plijen su tuljani. Kako se tuljani neprestano sele, polarni medvjedi moraju ih tražiti kako bi došli do hrane. Čekaju ih kod otvora za zrak ili im se oprezno prikradaju dok leže na snijegu i griju se na suncu. Daleko najčešći plijen su tuljanovi mladunci jer ih medvjed lako pronalazi čak i pod snijegom u koji su ih zakopale njihove majke. Tuljane ubijaju snažnim udarcem po glavi, a od plijena iskoriste samo iznutrice, kožu i masnoću. U kasno ljeto i početkom jeseni polarni medvjedi se zadržavaju na obalama gdje traže uginule kitove i morževe. Za ljetnih mjeseci hrane se bobicama i pokojim glodavcem.

## Način života
Sjeverni medvjed živi na područjima oko sjevernog pola pokrivenim vječnim snijegom i ledom. Najviše vole područja s većim otvorenim vodenim površinama i širim obalnim područjima. To su životinje koje pretežno žive samotnjački i aktivne su tijekom čitave godine. Neobično su uporne, a u potrazi za hranom mogu provesti veći dio dana. Vrlo su spretne, pa se mogu uspeti na okomite ledene stijene i preskočiti do četiri metra široke raspukline u ledu.
Sjeverni su medvjedi odlični plivači koji se bacaju u vodu naglavce poput pasa.
Mogu plivati brzinom od više desetaka kilometara na sat. Otvorenim očima i zatvorenim nosnicama rone ispod površine vode gdje izdrže i više od dvije minute.

## Razmnožavanje
Početkom proljeća počinju medvjeđa udvaranja koja su najintenzivnija u travnju. Tada mužjaci kreću u duge potrage za ženkama koje u to vrijeme više nemaju mladunčad. Ženka samo jednom u tri godine donosi mlade na svijet napuštajući prethodno mladunce iz prijašnjeg legla.
Medvjedica je plodna samo tjedan dana. Od parenja do koćenja u pravilu prođe oko osam mjeseci. To se, međutim ne može smatrati razdobljem skotnosti. Oplođena jajašca se smještaju u stijenku maternice tek negdje krajem kolovoza ili rujna. To je prirodna zaštita ženke koja će, ako hrane tijekom ljeta nije bilo dovoljno da njeno tijelo stvori dovoljno zaliha za rađanje i podizanje mladunaca, jajašca resorbiraju i „trudnoća” se prekida. Kako do koćenja dolazi između studenog i siječnja, stvarna skotnost traje zapravo samo dva do tri mjeseca. 
U studenom i prosincu medvjedice će u snijegu ili u zemlji iskopati neku vrstu brloga. Većinom biraju mjesta na južnim padinama na koje sjeverni vjetar nanosi više snijega. U tim brlozima skotne ženke provode najviše vremena. To se kod ove vrste medvjeda naziva zimsko mirovanje, jer nema obilježja tipična za zimski san. Pod utjecajem toplog ženkinog daha zamrznut će se sniježne stijenke brloga i poslužiti kao toplinska izolacija.
Mladunci dolaze na svijet slijepi i gluhi s vrlo finim, gotovo nježnim krznom. Ženka koti jedno do četvoro mladunaca. Obično su teški između 400 i 900 grama. Tijekom prva dva mjeseca koje provode s majkom u brlogu, dosegnu težinu od 10 do 15 kilograma, a krzno im postaje sve gušće.
Majke doje 1,5 do 2,5 godine i u tom razdoblju uče mladunce kako loviti. U surovim arktičkim uvjetima, ove prve godine preživi tek oko 50 % mladunaca. Spolnu zrelost dosižu tek u starosti od pet do šest godina. Nakon dvadesete godine starosti, plodnost ženki značajno opada. U prirodi im je očekivani životni vijek 25 do 30 godina, dok u zatočeništvu uz brigu čovjeka mogu doživjeti i dob od 45 godina.  

## Poznati polarni medvjedi
- Knut (2006. – 2011.), mladunče rođeno u berlinskom zoološkom vrtu